# Futbol Platja als Jocs Europeus de 2015
Els campionats de Futbol Platja als Jocs Europeus de 2015 es durà a terme entre els dies 24 al 28 de juny i només en categoria masculina.

## Classificació
La nació organitzadora tindrà una plaça assegurada, la resta de nacions seran classificades en funciño de la seva posició en l'Europeu de Futbol Platja 2014 disputat a Torredembarra.
| Motius de classificació                         | Data          | Localització            | Nombre de classificats | Classificats                                            |
| ----------------------------------------------- | ------------- | ----------------------- | ---------------------- | ------------------------------------------------------- |
| País organitzador                               |               |                         | 1                      | Azerbaidjan                                             |
| Europeu de Futbol Platja 2014 Superfinal        | 17 Agost 2014 | Catalunya Torredembarra | 6                      | Rússia · Espanya · Portugal · Suïssa · Itàlia · Ucraïna |
| Europeu de Futbol Platja 2014 Final de promoció | 17 Agost 2014 | Catalunya Torredembarra | 1                      | Hongria                                                 |
| Total                                           |               |                         | 8                      |                                                         |

## Medallistes
| Event | Or     | Plata  | Bronze   |
| Lliga | Rússia | Itàlia | Portugal |